# Hans Walther Frickhinger
Hans Walther Frickhinger (* 18. September 1889 in Nördlingen; † 25. Januar 1955 in Irschenhausen im Isartal) war ein deutscher Zoologe und naturwissenschaftlicher Schriftsteller. Er war von 1946 bis 1955 Vorsitzender des Bund Naturschutz in Bayern.

## Leben
Er studierte Biologie in München und Freiburg im Breisgau und promovierte 1914 in Freiburg. Seit dem Wintersemester 1908/09 war er Mitglied der musischen Studentenverbindung Akademischer Gesangverein München im SV. Er war zunächst 1915 bis 1919 Assistent an dem damals neu begründeten Institut für angewandte Zoologie in München, dann war er in der chemischen Industrie (Degesch, Bayerwerke, IG Farben) als Fachberater für Schädlingsbekämpfung und Pflanzenschutz und als Herausgeber von Fachzeitschriften dieses Gebietes tätig. 1948 übernahm er die Schriftleitung des „Anzeigers für Schädlingskunde“, des Organs der Deutschen Gesellschaft für angewandte Entomologie, deren Vorstand er seit 1949 angehörte. Er war Begründer der Naturwissenschaftlichen Rundschau und der Schriftenreihe „Große Naturforscher“. Frickhingers Interesse galt daneben, namentlich in den letzten Jahrzehnten, dem Vogel- und Naturschutz, in dem er eine führende Rolle spielte. Er war von 1946 bis zu seinem Tod 1955 Vorsitzender des wieder gegründeten Bund Naturschutz in Bayern.
Er war seit 1921 verheiratet mit Eugenie Wachter.

## Publikationen
- „Schädlingsbekämpfung für Jedermann“ (1933; 4. Aufl., 1944)
- „Natur um uns“ (1939)
- „Die wichtigsten tierischen Schädlinge der landwirtschaftlichen Kulturpflanzen, ihre Erkennung und Bekämpfung“ (1939)
- „Leitfaden der Schädlingsbekämpfung“ (1939; 3. Aufl.)
- „Praktischer Vogelschutz“ (1942)
- „Ungebetene Gäste“ (1950).